# James Albert Manning Aikins
James Albert Manning Aikins, KC (* 10. Dezember 1851 in Grahamsville, Ontario; † 1. März 1929 in Winnipeg) war ein kanadischer Rechtsanwalt. Von 1911 bis 1915 war er Abgeordneter des Unterhauses, von 1916 bis 1926 Vizegouverneur der Provinz Manitoba.

## Biografie
Aikins Vater James Cox Aikins war ein einflussreicher Politiker (Senator und Mitglied der Bundesregierung, später Vizegouverneur Manitobas). Der Sohn absolvierte das renommierte Upper Canada College und studierte Recht an der University of Toronto. 1878 erhielt er die Zulassung als Rechtsanwalt und zog im darauf folgenden Jahr nach Winnipeg, wo er eine Kanzlei eröffnete. Von 1879 bis 1896 war Aikins Berater des Justizministeriums von Manitoba, von 1881 bis 1911 beriet er die Canadian Pacific Railway in juristischen Angelegenheiten. Ab 1900 war er Berater der Provinzregierung unter Hugh John Macdonald und entwarf für diese ein Gesetz zur Einschränkung des Alkoholkonsums.
Als Kandidat der Konservativen Partei trat Aikins zur Unterhauswahl 1911 an. Er siegte im Wahlbezirk Brandon und unterstützte als Hinterbänkler die Bundesregierung von Robert Borden. Im Mai 1915 gab er sein Mandat überraschend auf. Die konservative Provinzregierung unter Rodmond Roblin musste wegen eines Skandals zurücktreten und Aikins übernahm interimistisch den Parteivorsitz. Die Konservativen mussten bei der vorgezogenen Neuwahl eine empfindliche Niederlage hinnehmen; Aikins selbst wurde nicht gewählt.
Generalgouverneur Prinz Arthur William vereidigte Aikins am 3. August 1916 als Vizegouverneur von Manitoba. Dieses repräsentative Amt übte er bis zum 9. Oktober 1926 aus. Seine Ernennung war zunächst skeptisch beurteilt worden, doch erwies er sich letztlich als gute Besetzung. Die liberale Zeitung Winnipeg Free Press unterstützte 1921 sogar eine zweite fünfjährige Amtszeit.